# Потоцковщина
Пото́цковщина (укр. Потоцьківщина; с 1929 по 2016 г. Комсомо́льское) — село, Корсуновский сельский совет, Лохвицкий район, Полтавская область, Украина.
Код КОАТУУ — 5322683403. Население по переписи 2001 года составляло 143 человека.

## Географическое положение
Село Потоцковщина находится на расстоянии в 0,5 км от села Бешты и в 1,5 км — село Выришальное.
По селу протекает пересыхающий ручей с запрудой.
Рядом проходит железная дорога, станция Сенча в 2,5 км.

## История
- 1820 — дата основания как село Потоцковщина.
- 1929 — переименовано в село Комсомольское.
- 2016 год — селу вернули название Потоцковщина.